# Roswell (Ohio)
Roswell – wieś w Stanach Zjednoczonych, w stanie Ohio, w hrabstwie Tuscarawas.